# Georg Kampffmeyer

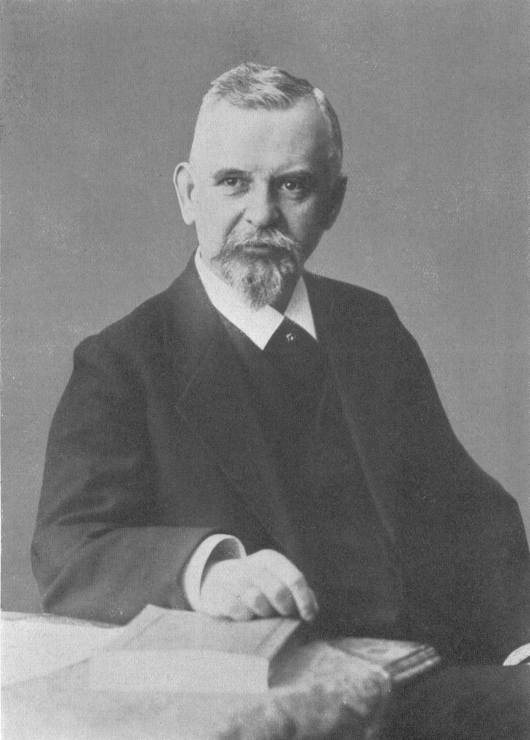
Georg Kampffmeyer

Georg Kampffmeyer (* 8. Juli 1864 in Berlin; † 5. September 1936 ebenda) war ein deutscher Arabist, der von 1906 bis 1929 am Seminar für Orientalische Sprachen in Berlin lehrte. Als Verfasser wissenschaftlicher Abhandlungen und besonders als Leiter der Deutschen Gesellschaft für Islamkunde und Herausgeber der Welt des Islams lenkte er die Entwicklung der wissenschaftlichen Arabistik in Deutschland.

## Leben
Georg Kampffmeyer, der Sohn des Fabrikanten Daniel Kampffmeyer (1815–1878), stammte aus einer ursprünglich westfälischen Bauern- und Fabrikantenfamilie, die seit mehreren Generationen im Leder- und Gerbereigeschäft tätig war. Nach dem frühen Tod seiner Eltern wuchs Georg bei seinen Verwandten zweiten Grades auf.
Nach der Reifeprüfung (1883) studierte er Philosophie, Theologie, semitische und romanische Sprachen an den Universitäten zu Bern, Lausanne, Florenz und Berlin. In Berlin wurde er 1884 Mitglied der Burschenschaft Saravia. Anschließend arbeitete er ab 1890 an der Kirchenministerialbibliothek in Celle, die damals neu geordnet wurde. Neben dem Bibliotheksdienst beschäftigte er sich mit seiner akademischen Weiterqualifikation. 1892 wurde er an der Universität Leipzig bei Albert Socin mit einer Arbeit über syrische und palästinensische Ortsnamen zum Dr. phil. promoviert. Zu dieser Zeit trat er auch in den Deutschen Palästinaverein ein.
Ab 1895 arbeitete Kampffmeyer in Berlin, wo er die Möglichkeit erhielt, Arabisch zu lernen. Er nutzte dazu die ihm erreichbaren Bücher und Lehrmittel und besuchte Veranstaltungen bei dem Arabisten Martin Hartmann. Nach seinem Umzug nach Marburg habilitierte er sich 1900 an der dortigen Universität. Ein Jahr später wechselte er nach Halle an die Bibliothek der Leopoldina, die ihn zum Beirat für semitische Sprachen ernannte. Noch im selben Jahr wiederholte er seine Habilitation an der Martin-Luther-Universität Halle-Wittenberg und lehrte fünf Jahre lang als Privatdozent semitische Sprachen. Er unternahm Reisen nach Marokko, Algerien, Ägypten und Palästina und entwickelte sich zum Experten für die dortigen arabischen Dialekte. Ab 1902 war er Vorstandsmitglied der Deutschen Morgenländischen Gesellschaft. 1906 ernannte ihn die Leopoldina zum Mitglied.
1906 kehrte Kampffmeyer nach Berlin zurück, wo er eine Dozentenstelle am Seminar für Orientalische Sprachen erhielt. Er unterrichtete hauptsächlich den arabischen Dialekt Marokkos, das durch die Marokkokrise im Deutschen Reich eine große Aktualität hatte. Im November 1907 wurde Kampffmeyer zum Professor ernannt. Sein Lehrauftrag umfasste neben dem marokkanischen Dialekt auch den syrischen und ägyptischen.

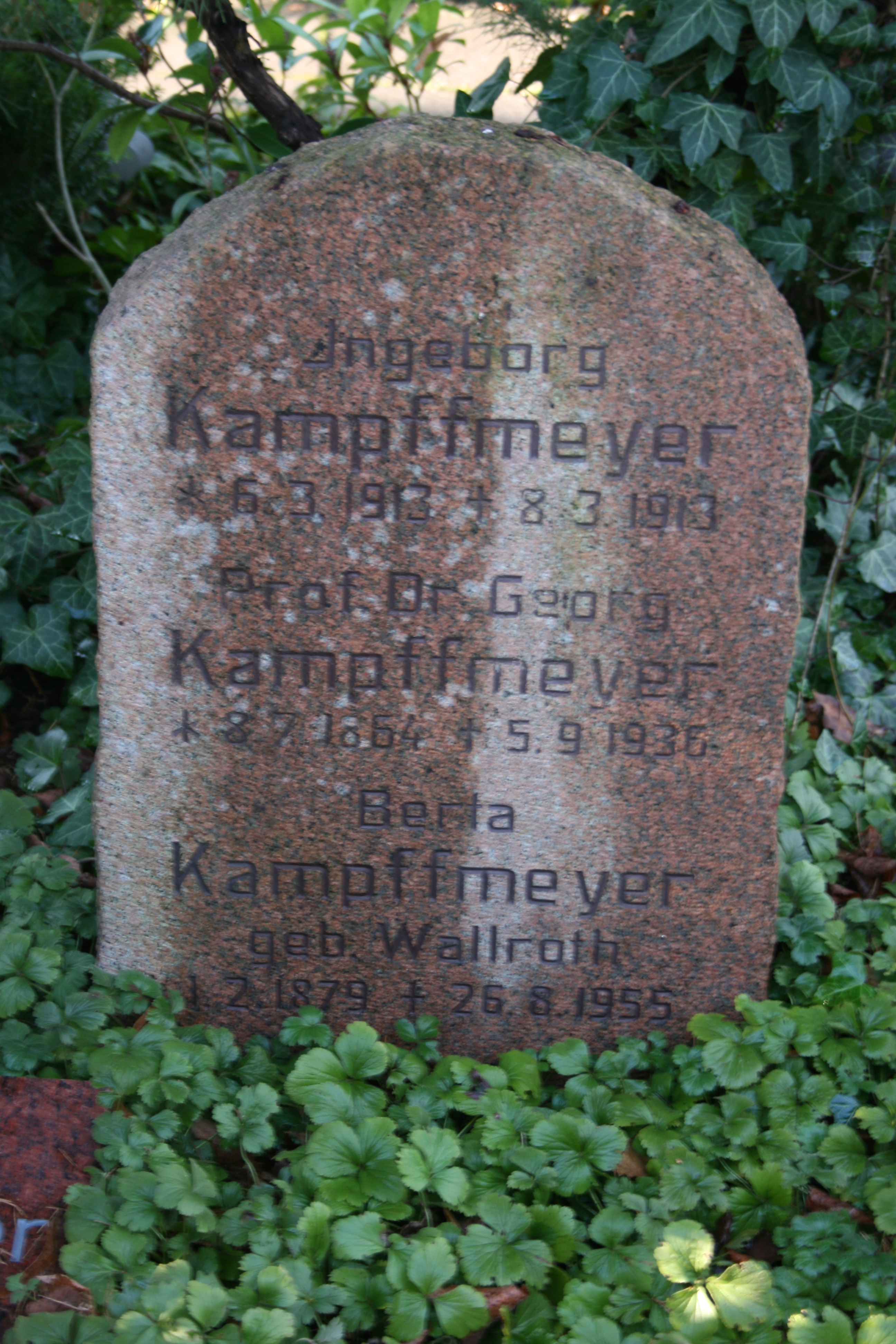
Kampffmeyers Grab auf dem St.-Annen-Kirchhof in Berlin-Dahlem

In Berlin wurde Kampffmeyer zu einem engen Mitarbeiter seines akademischen Lehrers Martin Hartmann. Gemeinsam mit ihm begründete er 1912 die Deutsche Gesellschaft für Islamkunde und gab deren Zeitschrift Die Welt des Islams heraus. Diesen Unternehmen widmete er in den folgenden Jahren einen großen Teil seiner Arbeitszeit. 1916 gründete Kampffmeyer die Vereinigung von Freunden der türkischen Literatur. Die umfangreiche Bibliothek dieser Gesellschaft vermachte er (um 1930) auf Wunsch des preußischen Kultusministeriums der neu gegründeten Abteilung des Deutschen Archäologischen Instituts in Istanbul.
Die Gesellschaft für Islamkunde wurde im Ersten Weltkrieg zu einer Institution der Reichsregierung. Wolfgang G. Schwanitz dazu:
Das Ungewöhnliche des Dschihads, »made in Germany«, bestand in einer neuen Kombination. Muslime führten nun nicht mehr den herkömmlichen Glaubenskrieg zur Verteidigung oder zum Angriff gegen alle Ungläubigen. Vielmehr mußten sie an der Seite von Ungläubigen (der Deutschen) gegen andere Ungläubige kämpfen. In Envers Auftrag kommentierte das Novum der Scheich Salih ash-Sharif at-Tunisi: Der Gelehrte … erläuterte den islamistischen Dschihad. Seinen Text edierte die Deutsche Gesellschaft für Islamkunde in Berlin ein halbes Jahr nach dem Beginn des Weltkrieges. Darin hieß es: »Der osmanische Sultan-Kalif führt diesen Kleinen Dschihad mit Bundesgenossen, vor allem Deutschen, gegen die Feinde des Islam, die Briten, Franzosen und Russen.« Dies sei nun eine individuelle Pflicht auch für Muslime im Feindheer, die den Dschihad gleich gegen ihre Herren kehren sollen. Der Dschihad werde antikolonial und national geführt.
In den wirtschaftlich schwierigen 1920er Jahren gelang es Kampffmeyer, das Seminar für Orientalische Sprachen und die Gesellschaft für Islamkunde zu erhalten. Seine Forschungs- und Lehrtätigkeit setzte er unermüdlich fort. 1929 wurde er mit Erreichen der Altersgrenze emeritiert. Ab 1934 hinderte ihn seine Krankheit zusehends an der wissenschaftlichen Arbeit. Er starb am 5. September 1936 im Alter von 72 Jahren.

## Leistungen
Georg Kampffmeyer war einer der bedeutendsten Arabisten seiner Generation. Seine Forschungsarbeiten zu den arabischen Dialekten Palästinas, Ägyptens und Marokkos wurden weltweit rezipiert und schufen die Grundlage der modernen Dialektforschung. Kampffmeyer betrachtete das Arabische immer im Zusammenhang mit politischen und kulturellen Entwicklungen. In diesem Zusammenhang erkannte er das dringende Problem einer Gegenwartsgeschichte des Nahen Ostens und nahm es in seiner Forschungsarbeit in Angriff. „Gleichsam als sein wissenschaftliches Testament“ (Jäschke) veröffentlichte er 1936 einen Aufsatz Über die Grundlagen für den Aufbau einer zusammenfassenden Berichterstattung über die Gegenwartsverhältnisse des Orients, „in dem er die wichtigsten einschlägigen Studien und Zeitschriften in Italien, England, Frankreich und Deutschland analysierte.“